# Chand Bibi
La Sultane Chand Bibi  (1550 - 1599)  est une souveraine et guerrière indienne. Elle occupe la position de régente du Sultanat de Bîjâpur, durant la minorité d'Ibrahim Adil Shah II (en) de 1580 à 1590, puis du Sultanat d'Ahmadnâgar pendant la minorité de son petit-neveu Bahadur Shah, de  1595 à 1599.
Chand Bibi est surtout connue pour avoir défendu Ahmadnâgar contre les forces mogholes de l'empereur Akbar, en 1595.

## Biographie

### Enfance
Chand Bibi est la fille de Hussain Nizam Shah I d'Ahmadnâgar en Inde, et la sœur de Burhan Nizam Shah II (en), le Sultan d’Ahmadnâgar. Elle est versée dans de nombreuses langues dont l'arabe, le persan, le turc, le marathi et le kannada. Elle joue également du sitar et a pour passe-temps de peindre des fleurs.

### Sultanat de Bîjâpur

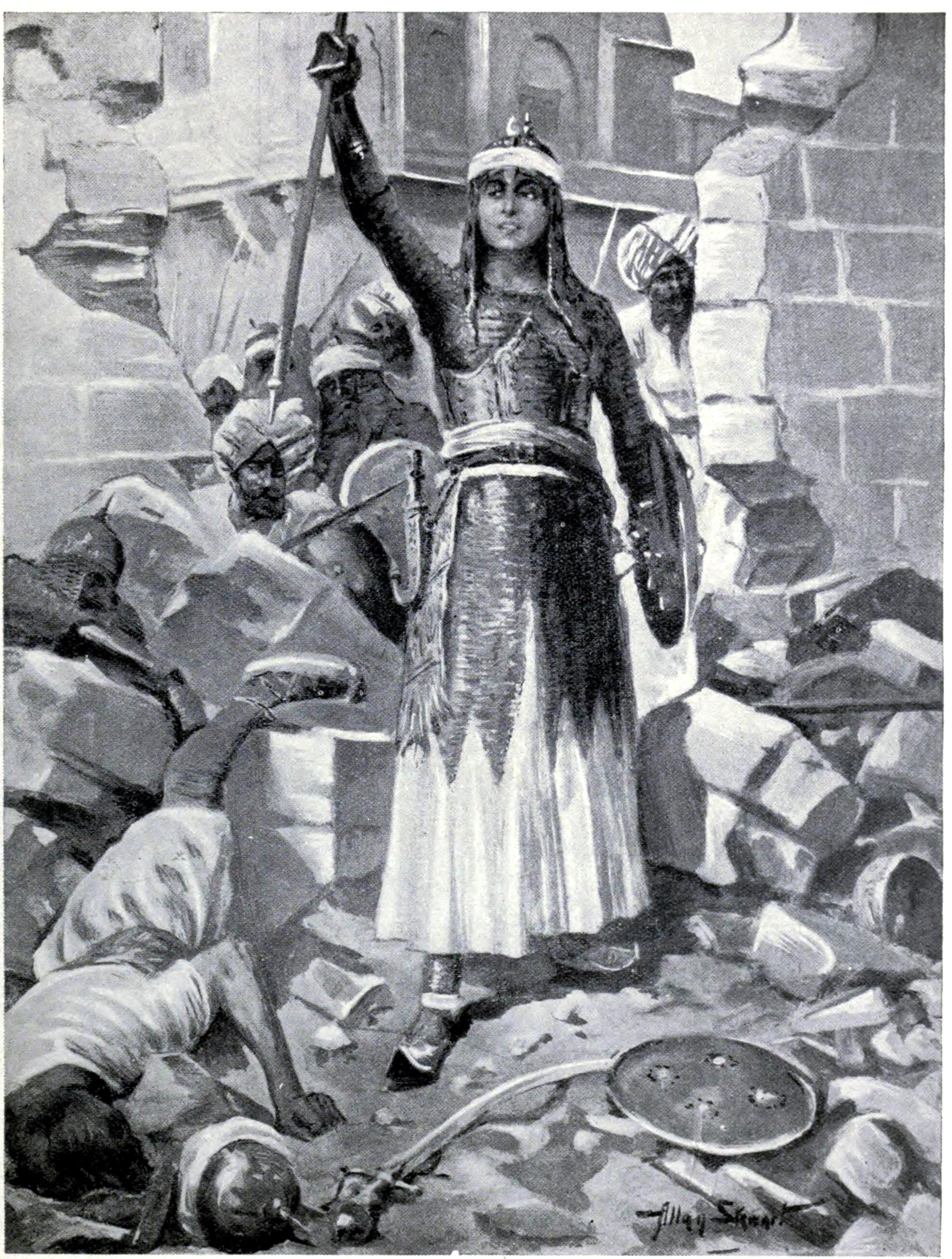
Chand Bibi défendant Ahmadnagar en 1595

À la suite d'une alliance politique, elle épouse Ali Adil Shah I, sultan du Bîjâpur (1580), célèbre pour avoir écrit des poésies à sa louange qui meurt en 1580. Son neveu Ibrahim Adil Shah II (en), âgé de neuf ans, est alors nommé régent par les Chiites mais un général, Kamal Khan, prend le pouvoir. Chand Bibi planifie alors une attaque contre Kamal Khan avec l'aide d'un autre général, Haji Kishvar Khan. Kamal Khan est capturé puis décapité. Kishvar Khan prend à son tour la régence mais Chand Bibi tente de l'éliminer avec l'aide du général Mustafa Khan. Des espions de Kishvar Khan découvrent la conspiration. Des troupes sont envoyées contre Mustafa Khan qui est capturé et tué. Chand Bibi est faite prisonnière à Satara. Kishvar Khan essaie de se faire proclamer roi mais, très impopulaire, il est forcé de fuir lorsqu'une armée dirigée par le général Ikhlas Khan marche sur Bijapur. Kishvar Khan est tué en exil par un parent de Mustafa Khan. Chand Bibi est alors nommée régente. Elle résiste a de nombreuses tentatives d'usurpation mais c'est surtout aux armées d'Akbar qu'elle doit faire face.
En novembre 1595, les troupes d'Akbar tentent d'envahir Ahmednagar. Chand Bibi résiste courageusement mais est tuée par ses propres partisans en 1599. La ville est alors assiégée.